# Rodrigo Depetris
Rodrigo Leonel Depetris (San Jorge, Santa Fe, Argentina; 5 de mayo de 1990) es un futbolista argentino juega como volante o extremo por derecha en Hamar de la liga 4. deild karla de Islandia.

## Trayectoria
Rodrigo debuta en 2009 en Atlético Rafaela de Argentina.
En 2014 le marca un gol a Colón por el desempate de la Primera División de Argentina.
El 27 de mayo de 2015 le marca un gol agónico a Flandria por los treintaidosavos de final de la Copa Argentina, evitando la eliminación de su equipo de dicha competición.
A mediados de 2018 es incorporado por Alvarado de Mar del Plata para competir en el Federal A.

## Clubes
| Club                             | País      | Año            | PJ | Goles |
| -------------------------------- | --------- | -------------- | -- | ----- |
| Atlético Rafaela                 | Argentina | 2009 - 2015    | 85 | 8     |
| Olympiakos Volou                 | Grecia    | 2015           | 13 | 5     |
| Sarmiento de Junin               | Argentina | 2016 - 2017    | 24 | 0     |
| Tigre                            | Argentina | 2017           | 6  | 0     |
| Atlético Rafaela                 | Argentina | 2018           | 5  | 0     |
| Alvarado                         | Argentina | 2018 - 2019    | 30 | 7     |
| Guillermo Brown de Puerto Madryn | Argentina | 2019 - 2020    | 12 | 3     |
| San Telmo                        | Argentina | 2020 - 2021    |    |       |
| Nuova Florida                    | Italia    | 2022           |    |       |
| Arbus Calcio                     | Italia    | 2023           |    |       |
| Hamar Hveragerdi                 | Islandia  | 2023 - Actual. |    |       |